# Le Mari de l'Indienne (film, 1931)
Pour les articles homonymes, voir Le Mari de l'Indienne.
Le Mari de l'Indienne (The Squaw Man ou The White Man) est un film américain réalisé par Cecil B. DeMille, sorti en 1931. Il s'agit de la troisième adaptation de la pièce homonyme d'Edwin Milton Royle par Cecil B. DeMille.

## Synopsis
Un aristocrate anglais débarque dans l'Ouest américain, après avoir été lié à des malversations commises par son cousin Lord Henry. Dans le Wyoming,  il devra combattre le voleur de bétail Cash Hawkins tout en sauvant la jeune Indienne Naturich.

## Fiche technique
- Titre français : Le Mari de l'Indienne
- Titre original : The Squaw Man, également connu sous le titre The White Man[1]
- Réalisation : Cecil B. DeMille
- Scénario : Lucien Hubbard, Lenore J. Coffee et Elsie Janis d'après la pièce éponyme d'Edwin Milton Royle
- Production : Cecil B. DeMille
- Société de production : Metro-Goldwyn-Mayer
- Photographie : Harold Rosson
- Montage : Anne Bauchens
- Direction artistique : Mitchell Leisen
- Costumes : Adrian
- Pays de production :  États-Unis
- Format : Noir et blanc - 1,37:1 - Mono
- Genre : Western
- Durée : 107 minutes
- Date de sortie : 
  - États-Unis : 5 septembre 1931[2]

## Distribution
- Warner Baxter : James « Jim » Wingate alias Jim Carston
- Lupe Vélez : Naturich
- Eleanor Boardman : Lady Diana Kerhill
- Charles Bickford : Cash Hawkins
- Roland Young : Sir John « Johnny » Applegate
- Paul Cavanagh : Henry, comte de Kerhill
- Raymond Hatton : Shorty
- Julia Faye : Mme Chichester Jones
- DeWitt Jennings : Shérif Bud Hardy
- J. Farrell MacDonald : Big Bill
- Mitchell Lewis : Tabywana
- Dickie Moore : Little Hal Carston
- Lilian Bond : Babs
- Lawrence Grant : Général Stafford
- Chris-Pin Martin : Spanish Pete, complice d'Hawkins
- Harry Northrup : Meadows, le majordome
- Frank Hagney : Shérif-adjoint Clark
- Ed Brady : McSorley

## Commentaires
Il s'agit de la troisième et dernière adaptation d'une même pièce de théâtre par Cecil B. DeMille, après deux premières versions muettes en 1914 (son premier film) et en 1918. Contrairement aux deux premiers, ce film n'est pas réalisé pour le compte de la Paramount Pictures mais pour la Metro-Goldwyn-Mayer. Il s'agit toutefois de la dernière réalisation de DeMille pour la MGM, au terme de l'unique et courte période d'infidélité de DeMille avec la Paramount. Ce film connaît un échec à la fois commercial et critique, durant une période où la carrière de DeMille est en crise. L'un des seuls intérêts du film fut la performance de Lupe Vélez dans le rôle de Naturich.